# 高效能檔案系統
高效能檔案系統（简称：HPFS）是IBM为OS/2作業系統提供的檔案系統。
它是NTFS的原型，由于微软与IBM在开发OS/2中出现分歧而分裂。微软直接在本文件系统上直接继续开发为NTFS，导致两者都使用相同的分区标识，需要做额外的判断来确认具体对应的文件系统。

## 特性
- 檔案名稱可長達 255 個英文字元, 中文檔名則是對半, 因為中文字碼是雙位元碼。
- 可開啟之最大檔案數为8192。
- 允許多執行緒（Muti-thread）同時進行 I/O, 也就是說可以好幾個程式同時存取檔案。
- 能儲存之最大檔案數量依分割區大小而定。
- 特殊排列方式可減低空間碎裂的發生機會, 也就是說不需要進行磁碟重組的動作。
- 允許最大的 cache为2GB。
- 允許一個檔案最大为2GB。
- 具有線上修補功能, 使用中如果某磁區發生問題, 他會自動找另一磁區替代。
- 分割區最大處理容量為为64GB。
- 最大磁碟機數量为24。
- 系統最大處理容量為为1.5TB。